# U-125御岳墜落事故
U-125御岳墜落事故（U-125おんたけついらくじこ）は、2016年（平成28年）4月6日に発生した、航空自衛隊機U-125が高隈山御岳山頂に墜落した航空事故である。乗員6名全員が死亡した。

## 概要
- 発生地点 - 鹿児島県鹿屋市、御岳山頂東側760m(鹿屋航空基地北約10km)[1]
- 発生時刻 -　2016年（平成28年）4月6日（水）14時35分頃[1]

航空自衛隊飛行点検隊（入間基地）所属のU-125点検機（49-3043号機）は、海上自衛隊鹿屋航空基地の飛行点検業務のため、4月6日午前中に鹿屋基地に着陸。午後、同基地を離陸した直後、レーダーサイトから消失し、無線通信も途絶した。4月8日午前までに、乗員6名全員の遺体を収容した。
航空自衛隊は7月29日に、事故原因がヒューマンエラーを含む複合的なものだったと発表した。

## 経緯

### 事故発生
航空自衛隊飛行点検隊（入間基地）所属のU-125点検機（49-3043号機）は、海上自衛隊鹿屋航空基地における飛行点検業務のため、4月6日8時49分に入間基地を離陸し、午前中の飛行点検終了後、12時6分に鹿屋基地に着陸した。
事故機の機長はA3等空佐（46歳）で、飛行時間は6000時間超、航空自衛隊の展示飛行チーム「ブルーインパルス」の編隊長を務めた経験もあるベテランパイロットだった。ブルーインパルスへの在籍は東日本大震災に前後しており、メディアへの露出もあった。
機長に加え、副機長B1等空尉（34歳）、機上無線員のC准空尉（54歳）とD3等空曹（27歳）、機上整備員のE空曹長（43歳）とF2等空曹（34歳）の計6名が搭乗しており、いずれも航空自衛隊の男性隊員である。
鹿屋航空基地の滑走路は、08－26で東西に位置している。当該機は燃料給油後、13時15分に離陸して午後の点検を開始。14時30分頃、鹿屋TACAN局の検査を実施するため、滑走路に西側方向から進入し、TACAN局から半径6NMを維持しつつ反時計回りに飛行をしていた。14時31分頃が最後の交信となったが機体の異状の報告はなかった。14時35分頃、鹿屋ターミナル管制所のレーダーから消失し通信も途絶した。

### 遺体と機体の回収
15時23分、海自鹿屋航空基地のUH-60J救難ヘリコプター1機が捜索活動を開始。16時、空自新田原基地の新田原救難隊が捜索活動を開始した。以後、陸海空各自衛隊の航空機及び隊員が、上空及び地上から捜索活動を継続。濃霧による悪天候から事故当日中には発見に至らず、翌4月7日日出から活動を再開し、6時30分頃、機体の残骸を発見した。
4月7日中に4名が心肺停止状態で発見された後、死亡が確認された。翌8日午前中、残りの2名も発見された。
機体前部と後部の分離により、7日に発見された4名は機上無線員及び整備員で、8日発見された2名は機長A3佐と副機長B1尉の可能性が高いとされる。
事故現場は、山の斜面が抉られたようになっており、広範囲に航空機の残骸・破片が散乱していた。また、遺体の搬送作業にあたった隊員が白い防護服を着用しており、憶測を呼んだ。

### 原因解明
機体の回収作業は、同年4月14日、16日に熊本地震が発生したため、災害派遣活動が優先され、難航した。
7月29日、航空自衛隊は事故の原因を、機長が山の高度を誤認かつ副操縦士も気付かなかったこと、悪天候下で対地接近警報装置が作動したにもかかわらず回避が遅れたことと発表した。
これらの事態を受け損耗機の代替選定においては、対地接近警報装置が地図情報と連動し不要な警報が鳴らないなどの対策が施されたアビオニクスを搭載するサイテーション680Aが選定された。
事故後、機長と副操縦士を除く4名に旭日単光章が追贈された。